# 洛斯查維斯 (新墨西哥州)
洛斯查維斯（英語：Los Chaves）是位於美國新墨西哥州巴倫西亞縣的普查規定居民點。

## 人口
根據2020年美國人口普查的數據，洛斯查維斯的面積為29.64平方千米，皆為陸地。當地共有人口4997人，而人口密度為每平方千米168.59人。